# Malabimba
Malabimba es una película de terror italiana de 1979 dirigida por Andrea Bianchi.

## Argumento
En el castillo de una familia adinerada, el espíritu de Lucrezia, una antepasado de la familia, es invocado durante una sesión de espiritismo. El espíritu de Lucrezia aparece, en la misma noche, para tomar posesión del alma de la hermana Sofía, una monja que vive en el castillo durante algún tiempo para cuidar del paralítico Adolfo, dueño del castillo con su hermano Andrea, y esposo de Nais. No teniendo éxito, toma posesión del alma de la adolescente Bimba, hija de Andrea, que hasta entonces había pasado una vida muy retraída y reservada.
En los días posteriores, el comportamiento de Bimba cambia radicalmente, debido al alma maléfica de Lucrezia, y debido a ello, inconscientemente se pone a revivir los vicios sexuales y perversos de sus propios miembros de la familia, especialmente la abuela y de la tía Nais, y enfatiza la vida lujosa y depravada que se lleva en el interior del castillo. Los miembros de la familia, preocupados, confían a la niña al cuidado de la hermana Sofía. La relación entre Bimba y la hermana Sofía se vuelve, poco a poco, cada vez más confidencial y nace entre ellos una amistad afectuosa. Pero en realidad Bimba, subyugada por el alma de Lucrezia, trata de seducir a la monja.

## Reparto
- Katell Laennec como Bimba.
- Patrizia Webley como Nais.
- Enzo Fisichella como Andrea.
- Giuseppe Marrocco como Adolfo.
- Elisa Mainardi como la médium.
- Giancarlo Del Duca como Giorgio.
- Pupita Lea Scuderoni como la abuela de Bimba.
- Mariangela Giordano como la hermana Sofía.

## Estilo
Brizio-Skov afirmó que películas como Malabimba, que formaban parte de la ola de películas inspiradas en El exorcista, también fueron influenciadas por las películas góticas italianas al considerar a las mujeres sexualmente activas como personas mortales y peligrosas. El historiador cinematográfico italiano Roberto Curti notó el énfasis de las películas en el erotismo, afirmando que en 1979, las películas góticas se hibridaron con temas eróticos que generalmente tomaron el control de la narración.: 208 

## Producción
El guion de Malabimba fue escrito por Piero Regnoli, cuyos guiones de la década de 1970 a menudo estuvieron rodeados de erotismo.: 208–209  La película fue rodada en el Castillo Piccolomini en Balsorano.: 208  Mariangela Giordano recordó que la película fue filmada en marzo de 1979 durante doce días, trabajando «de día y de noche durante los fines de semana».: 210  Dijo que se había enfermado en el set, pero debido a que el productor y su entonces pareja sentimental Gabriele Crisanti no había tomado un póliza de seguro sobre la producción, ella no fue al hospital sino hasta que la película se terminó.: 210  Al reflexionar sobre su trabajo con el productor de Malabimba, Giallo a Venezia y Patrick vive ancora, comentó que «no debería haberlo hecho. Pero estaba enamorada de Gabriele, habría hecho cualquier cosa por él».: 210 

## Estreno
La versión inicial presentada a la junta de censores italiana tuvo un tiempo de duración de 84 minutos y 45 segundos, mientras que una versión más larga de la película se distribuyó con insertos sexuales explícitos.: 210  El director de fotografía Franco Villa negó haber rodado metraje pornográfico duro para la película, afirmando que la filmación que se mostró en cines no fue su metraje.: 210  Curti notó que no hubo dobles para las escenas donde Laennec realiza sexo oral al personaje del tío Adolfo.: 210  Malabimba fue distribuida teatralmente en Italia el 22 de septiembre de 1979 por Stefano Film.: 208 

## Recepción
En una revisión retrospectiva, Jason Buchanan de AllMovie describió la película como «un clásico euro-sórdido del más alto calibre». Danny Shipka, autor de un libro sobre películas de explotación europeas, describió la película como divertida e impactante, y señaló que la película mezcla inserciones tanto de pornografía dura como blanda. Shipka concluyó que la película tenía varios momentos irrisorios y que era mejor verla con un grupo de «amigos que discriminen (y no discriminen)».